# أنتيبولو
أنتيبولو (بالإنجليزية: City of Antipolo) هي مدينة في الفلبين، ومدينة كبيرة، تتبع ريزال، هي عاصمة ريزال، بلغ عدد سكانها 776٬386  نسمة، في 2015، تبلغ مساحتها 306٫10 كيلومتر مربع، رمزها البريدي هو 1870.

## الموقع
تشترك في الحدود مع:
- Taytay, Rizal [الإنجليزية]‏.

## أعلام
- جوزيه أنطونيو فارغاس